# 1819 au Bas-Canada
Cet article traite des événements survenus en 1819 au Bas-Canada. 

L'année 1819 a été marquée par plusieurs événements qui ont changé la vie des Canadiens.

## Événements
- 12 janvier : le diocèse de Québec devient l'archidiocèse de Québec, à partir duquel est établi le vicariat apostolique du Haut-Canada à Kingston. Alexander MacDonell en est l'évêque.
- 1 mars : affrontement entre terre-neuviens et Beothuks à la suite du vol d'un bateau au Lac Red Indian. La femme Demasduit est capturée.
- 1 mai : fondation de l'Hôpital général de Montréal.
- Automne : James Kempt est nommé lieutenant-gouverneur de la Nouvelle-Écosse.
- Début de construction du Fort Lennox à l'Île-aux-Noix sur la Rivière Richelieu.
- Le guide Tête Jaune fait traverser les Montagnes Rocheuses à des trappeurs de la Compagnie de la Baie d'Hudson par le Col Tête-Jaune.
- À la suite de troubles, la Compagnie du Nord-Ouest abandonne le Fort Espérance.

### Exploration de l'Arctique

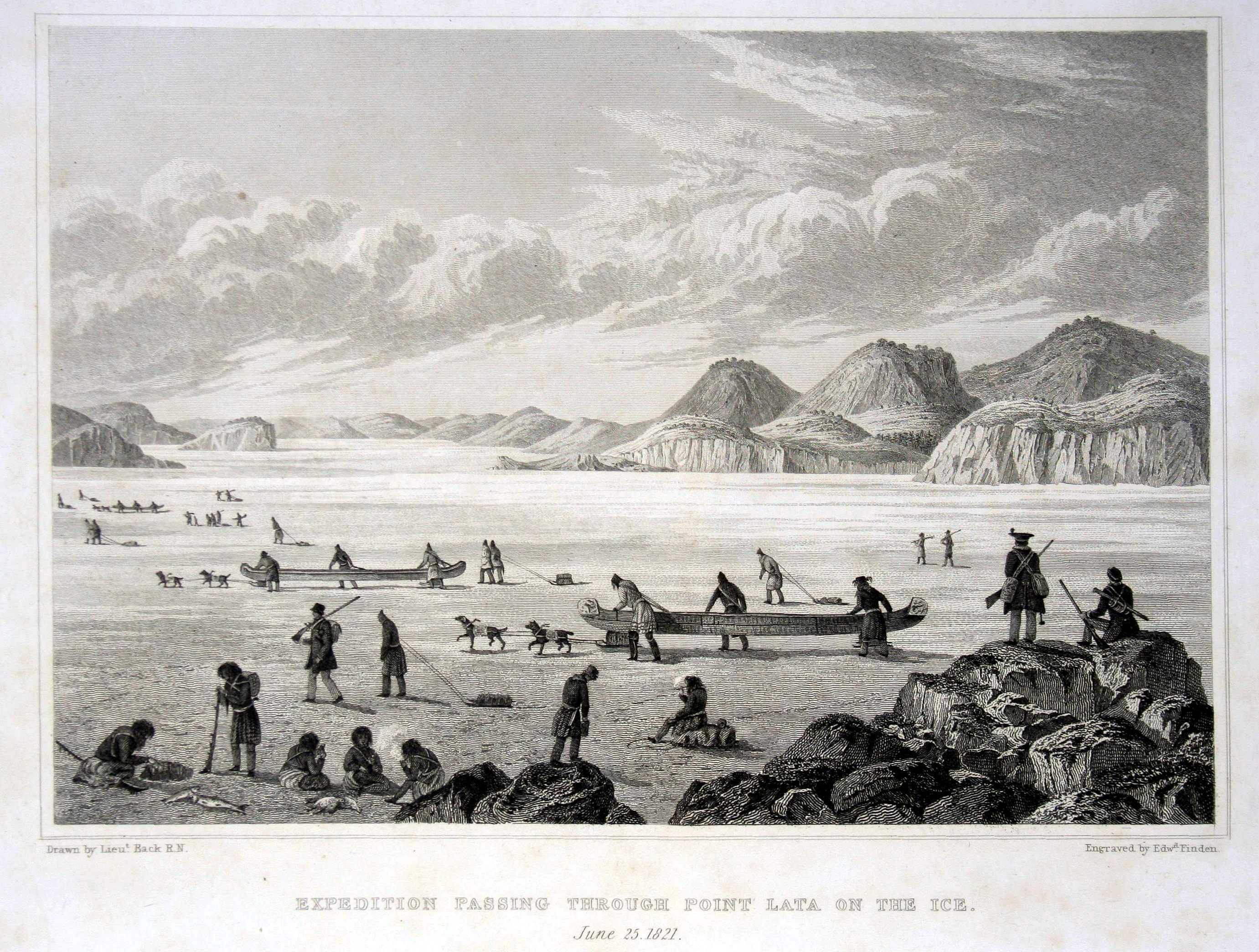
Expédition Coppermine mené par John Franklin

- 23 mai : départ de Gravesend de l'expédition Coppermine, commandée par le britannique John Franklin pour explorer la côte Nord du Canada par l'embouchure de la rivière Coppermine (fin en 1822)[1].
- Expédition arctique commandé par William Edward Parry à bord du HMS Hecla. Il nomme l'Île Devon et l'Île de Bathurst. Il cartographie leur côte sud. Il atteint l'Île Melville et y hiverne. Il est accompagné par James Clark Ross qui donne son nom ultérieurement au Cap James Ross.

## Naissances
- 12 février : Frederick Carter (en), premier ministre de Terre-Neuve.
- 24 mai : la Reine Victoria, reine du Canada.
- 12 juin : Joseph Painchaud, médecin et fondateur des sociétés Saint-Vincent de Paul au Canada.
- 28 août : George Sylvain, politicien.
- 15 septembre : Cyprien Tanguay, (prêtre et généalogiste). († 28 avril 1902)
- 30 septembre : Isidore Thibaudeau, politicien.
- 3 octobre : Charles-Joseph Coursol, politicien et maire de Montréal.
- 10 octobre : Charles Stanley Monck, premier des gouverneurs généraux du Canada.
- 14 novembre : Henry Morgan, marchand et homme d'affaires.
- 1 décembre : Charles Wugk Sabatier, musicien et compositeur.
- 19 décembre : John Henry Pope, entrepreneur et politicien.
- William Muirhead, politicien.
- William Taylor, politicien.
- Amédée Papineau, écrivain.

## Décès
- Mars : Nonosbawsut, chef Béothuk.
- 19 mai : George Cartwright, explorateur et homme d'affaires au Labrador.
- 4 juillet : Jean-Guillaume de Lisle, notaire et officier.
- 28 août : Charles Lennox (4e duc de Richmond), gouverneur de l'Amérique du Nord britannique.